# Caamaño (España)
Caamaño (llamada oficialmente Santa María de Caamaño) es una parroquia y un lugar español del municipio de Puerto del Son, en la provincia de La Coruña, Galicia.

## Entidades de población
Entidades de población que forman parte de la parroquia:
- A Capilla (A Capela)
- As Cruzadas
- Caamaño
- Corzo
- Campanario (O Campanario)
- Candeiro (O Candeiro)
- Esparrelle
- Entre as Vias
- Feal (O Feal)
- Grallal (O Grallal)
- La Cruz (A Cruz)
- Lagüela (A Lagoela)
- O Barrento
- O Castelo
- O Fondón
- O Rosío
- Portal (O Portal)
- Puente (A Ponte)
- Pulida (As Pulidas)

## Demografía

### Parroquia
| Gráfica de evolución demográfica de Caamaño (parroquia) entre 2000 y 2020 |
|                                                                           |
| Datos según el nomenclátor publicado por el INE.                          |

### Lugar
| Gráfica de evolución demográfica de Caamaño (lugar) entre 2000 y 2019 |
|                                                                       |
| Datos según el nomenclátor publicado por el INE.                      |